# 고규영
고규영(高圭永, 1957년 11월 18일 ~ )은 대한민국의 생물학자이다.
전북대학교 의대 대학원에서 박사 학위를 받고 미국 코넬대와 인디애나주립대에서 5년 간의 박사후과정을 거친 뒤 전북대 의대 교수, 포스텍 교수를 역임하고 현재 KAIST 특훈교수/기초과학연구원 혈관 연구단장으로 재직 중이다. 2015년 7월 IBS 기초의학 분야에서 처음으로 혈단 연구단장으로 선정되었다. 여러 학술지에 혈관 생물학 관련 논문 등 230여 편을 발표하였다.

## 주요경력
- 2015. 07 - 현재       기초과학연구원 혈관 연구단장
- 2011. 03 - 현재       한국과학기술원 특훈교수
- 2003. 09 - 현재       한국과학기술원 생명과학과/의과학대학원 교수
- 2001. 05 - 2003. 08  포항공대 생명과학과 부교수
- 1997. 12 - 2003. 09  혈관내피세포 창의연구단 단장
- 1995. 03 - 2001. 05  전북대학교 의학과 조/부교수
- 1992. 03 - 1995. 02  인디애나대학 심장연구소 선임연구원

## 수상

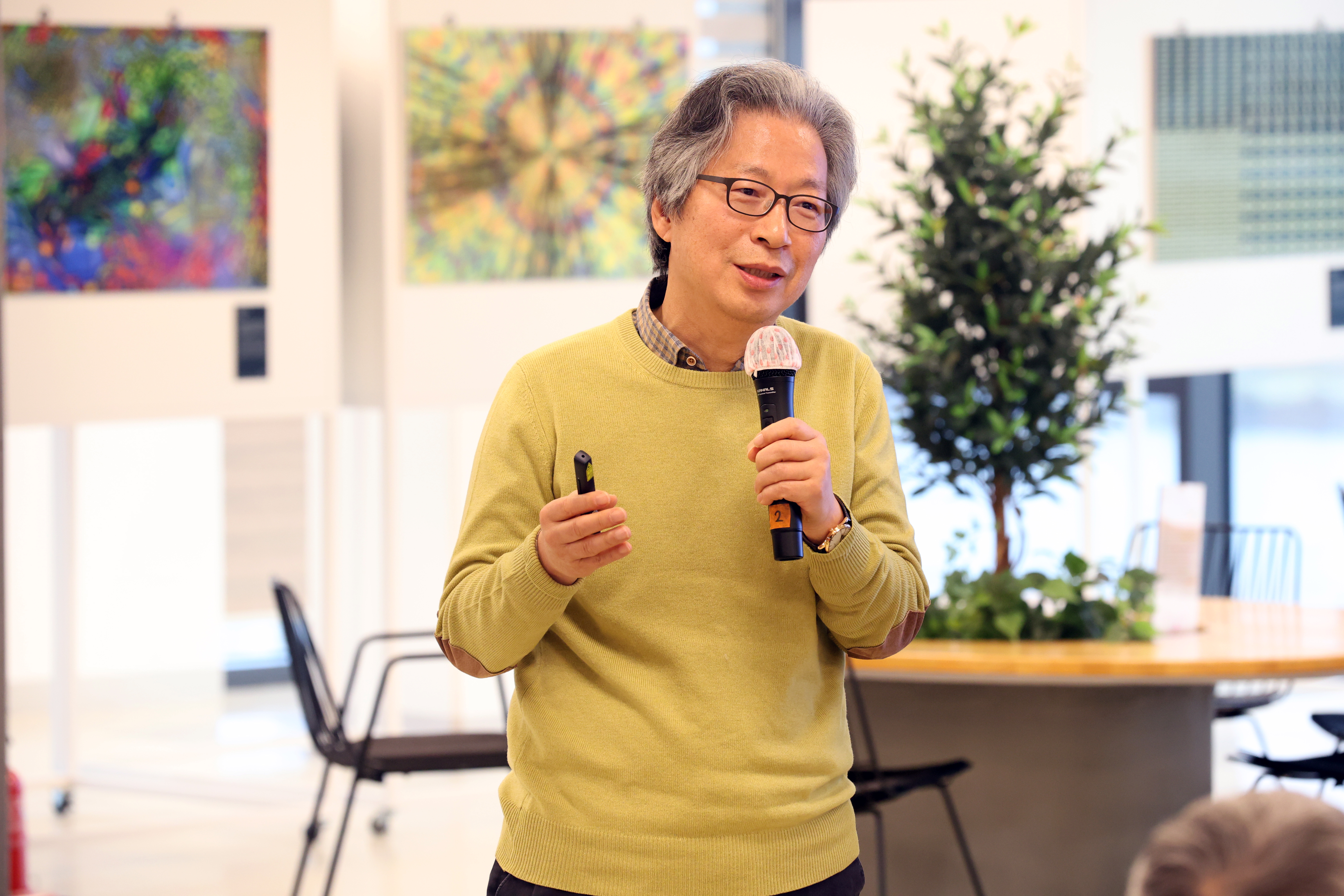
「첫 번째 기후과학 수업」라는 책의 공동 저자로서 대중에게 연설하는 고규영.

- 2024: 회원 분자생물학회 (European Molecular Biology Organization, EMBO)[2][3]
- 2023:  대한민국 최고과학기술인상[4][5]
- 2020:   올해 바이오 성과 TOP5 - 생명과학·바이오융합 (BRIC)[6][7]
- 2020    올해의 과학자상[8]
- 2018    호암상 의학상
- 2012    제 5회 아산의학상 (아산재단)
- 2011    제 7회 경암상 (경암재단)
- 2011    이달의 과학자상
- 2010    올해의 카이스트인상 (카이스트)
- 2007    제 17회 분쉬의학상 (대한의학회)
- 2002    제 3회 화이자의학연구상 (대한의학회)